# Red Dog (film)
Red Dog  è un film del 2011 diretto da Kriv Stenders.
Il soggetto è tratto dall'omonimo romanzo breve di Louis de Bernières che narra in maniera fantasiosa le gesta di un cane, noto appunto come "Red Dog". Realmente vissuto negli anni '70 Red Dog è divenuto una leggenda del Pilbara, vasta regione australiana che percorse in lungo e in largo guadagnandosi fama di vagabondo e l'affetto di tutta la popolazione, tanto da meritare una statua, posta all'ingresso della città di Dampier.

## Trama
Una notte un autotrasportatore si ferma in un bar nell'Australia Occidentale e scopre che delle persone stanno per uccidere un cane. Nonostante le apparenze iniziali si tratterebbe di un gesto di pietà, che per altro nessuno si sente di fare. Il cane è il famoso Red Dog che in effetti anche il giovane autotrasportatore ha sentito nominare, ma la cui vera storia può essere raccontata solo da chi l'ha vista e vissuta in prima persona. Così, mentre il locale si riempie via via di avventori accorsi al capezzale del cane moribondo, un pezzo alla volta, viene narrata tutta la storia di Red Dog.
A trovarlo e a dargli un nome fu, un giorno del 1971, il proprietario del bar, Jack Collins, che lo raccolse da una strada con la moglie. Spostato dall'abitacolo al rimorchio, il cane arrivò a destinazione completamente ricoperto dal terreno polveroso di quella zona, tipicamente di colore rosso. Da qui il suo nome ("Red Dog" significa "cane rosso").
Il cane divenne presto un amico di tutta la comunità di Dampier, formata essenzialmente da minatori e operai occupati nella locale miniera. Non aveva un padrone fin quando non arrivò John Grant, un americano "vagabondo", col quale il cane trovò subito un feeling particolare. In qualche modo favorì poi anche la storia d'amore dello stesso con Nancy. Purtroppo proprio il giorno successivo al fidanzamento tra i due, John ebbe un incidente in moto rimanendo ucciso.
Red Dog restò ad attendere il suo padrone per tre settimane, quindi incominciò a girare tutti i posti frequentati da John, senza trovarlo. Allora prese a girare per tutto il Pilbara e quindi per tutta l'Australia occidentale, utilizzando vari mezzi. Dopo anni di vagabondaggio tornò quindi a Dampier eleggendo come sua nuova padrona Nancy. Nel campo di roulotte di questa vigeva però il divieto di tenere cani, imposto dal severo custode. Una sollevazione popolare fece sì che il divieto fosse rimosso e lo stesso custode preferì andarsene. Rimase però il problema del cosiddetto Red Cat, un gatto selvatico che presidiava la zona delle roulotte. Ma dopo una sfida tra i due avversari storici, Red Dog e Red Cat chiusero la contesa rispettandosi reciprocamente.
Dopo altri racconti con Red Dog protagonista di salvataggi di vite e di unioni sentimentali, nel locale è ormai raccolta tutta la comunità che, all'unanimità, decide che la statua da erigere all'ingresso del paese non debba essere dedicata all'esploratore che la fondò (William Dampier) ma a chi ne incarna il vero spirito, cioè Red Dog. Nel caos dei festeggiamenti, il cane moribondo, si allontana dalla folla. Red Dog viene trovato morto presso la tomba del suo amatissimo padrone John.
Qualche tempo dopo la comunità si ritrova per inaugurare la statua a Red Dog, mentre il giovane autotrasportatore torna da Nancy per regalarle un cucciolo della stessa razza del leggendario cane.

## Produzione
Il cane Koko un Red Cloud Kelpie è diventato una vera e propria star in Australia dopo il film. La sua morte, dopo breve malattia, nel 2012 a Perth, colpì tutto il paese.
Nel 2016 è stato realizzato un prequel, Red Dog - L'inizio diretto dallo stesso regista.

## Incassi
Il film è stato campione di incassi in Australia mentre in altri paesi non ha raggiunto risultati degni di nota.

## Riconoscimenti
- 2012 - AACTA al miglior film